# Gašpar Matković
Gašpar Matković (1797. – 1881.), hrvatski trgovac i brodovlasnik iz Rijeke.
Bio je siva eminencija svih poduhvata u Rijeci. Djelovao u Rijeci i Trstu. Od 1829. prodavao svoje jelove i bukove bačve u Trstu. Surađivao s tršćanskim poduzetnikom Carlom Fontanom. Bio je agent tršćanske firme Hans & Smart. Fontanu je animirao neka podigne veliki industrijski mlin na Rječini, na njegovom terenu u Žaklju, ispod Orehovice. Podignut je 1841. godine. Taj mlin mlio je žito koje se dovozilo iz Rusije i Mađarske. Brašno iz tog mlina izvozilo se potom u Francusku i Englesku. Poslovni partner sa Spiridonom Gopčevićem.
Bio je posrednik u Gopčevićevu poslu koji je revolucionarne 1848. prodao jedrenjak Implacabile Mađarima. Mađari su za brod dali 40.000 forinti kapare. Mađarska revolucionarna vlada tim je brodom osnovala mađarsku ratnu mornaricu na Jadranu. Željela ga je dovesti u Rijeku i pretvoriti ga u ratni brod. Matković je u ovom rizičnom poslu posredovao za tadašnjeg mađarskog predsjednika Franju Kossutha. Hrvatske, Jelačićeve snage oslobodile su Rijeku, pa je primopredaja obavljena u Londonu, a Matković i bivši profesor Nautičke škole u Rijeci Vicenzo de Domini su preuzeli brod. Hrvatske pobjede na bojišnici, prodiranje ruskih carskih snaga zakomplicirale su situaciju i mađarska vlada nije isplatila cijelu vrijednost broda. Austrijska vlada je uskoro doznala za ovaj plan i da je jedrenjak Implacabile natovaren oružjem i da je doplovio je do Trsta. Brod je zaplijenila, uhitila de Dominija i Matkovića i utamničila ih u kaštelu San Giusto. U tamnici su ostali sve dok Jelačić nije ugušio mađarsku revoluciju 1849. godine.